# Sofía Arreola
Sofía Arreola Navarro (ur. 22 kwietnia 1991 w Monterrey) – meksykańska kolarka torowa i szosowa, dwukrotna medalistka mistrzostw torowych świata.

## Kariera
Pierwszy sukces w karierze Sofía Arreola osiągnęła w 2008 roku, kiedy zdobyła złoty medal w indywidualnej jeździe na czas juniorów na szosie podczas mistrzostw panamerykańskich. Wynik ten powtórzyła rok później, zdobywając ponadto brąz w wyścigu ze startu wspólnego. Na rozgrywanych dwa lata później igrzyskach panamerykańskich w Guadalajarze zajęła drugie miejsce w omnium, ulegając jedynie Angie González z Wenezueli. Kolejne medale zdobyła podczas rozgrywanych w 2013 roku torowych mistrzostwach świata w Mińsku. W scratchu zdobyła srebro, przegrywając tylko z Polką Katarzyną Pawłowską; drugie miejsce zajęła również w wyścigu punktowym, w którym najlepsza była Czeszka Jarmila Machačová. Jak dotąd nie brała udziału w igrzyskach olimpijskich.